# Pavlov (Kladnói járás)
Pavlov település Csehországban, a Kladnói járásban. Pavlov Dolany, Hostouň, Unhošť és Červený Újezd településekkel határos. Lakosainak száma 216 fő (2024. január 1.).

## Népesség
A település lakosságának változását az alábbi diagram mutatja:
| Lakosok száma | 291  | 338  | 348  | 233  | 168  | 98   | 180  | 191  | 191  | 216  |
|               | 1869 | 1890 | 1921 | 1950 | 1980 | 2001 | 2017 | 2019 | 2022 | 2024 |